# ميرومينيل (مترو باريس)
ميرومينيل (بالفرنسية: Miromesnil)‏ هي محطة مترو تابعة لمترو باريس تقع في فرنسا في الدائرة الثامنة في باريس.[بحاجة لمصدر]

## معرض صور

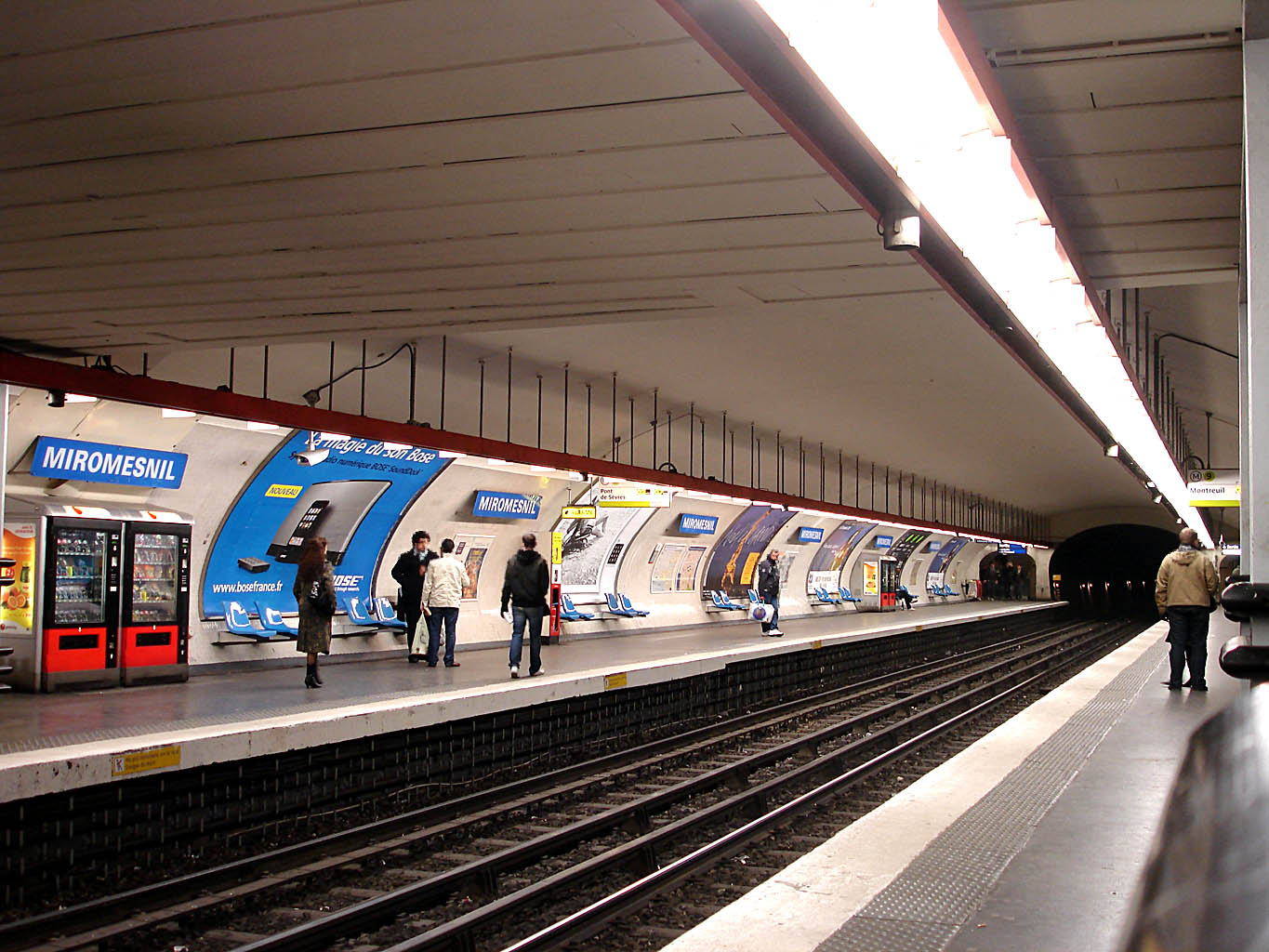
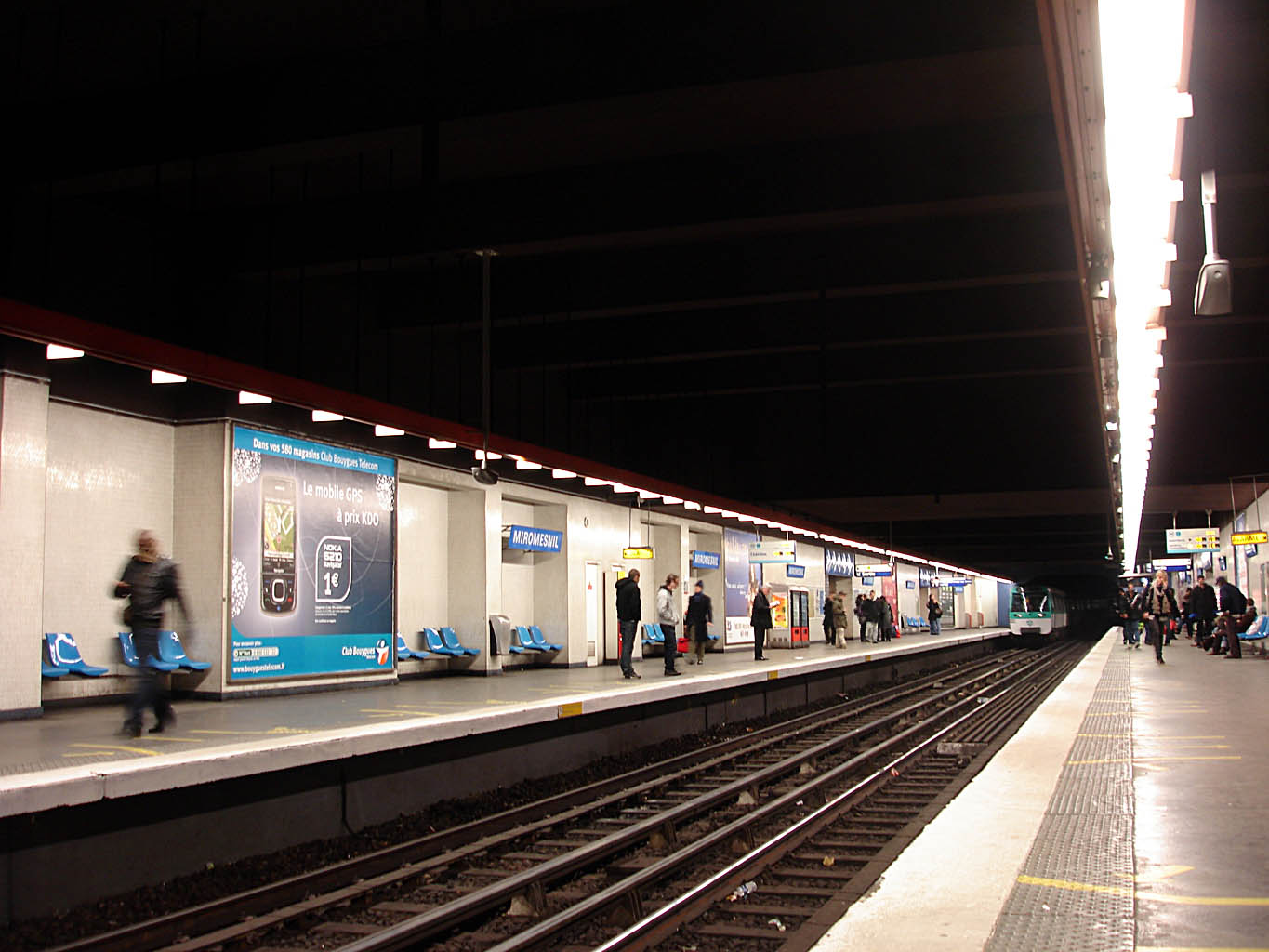
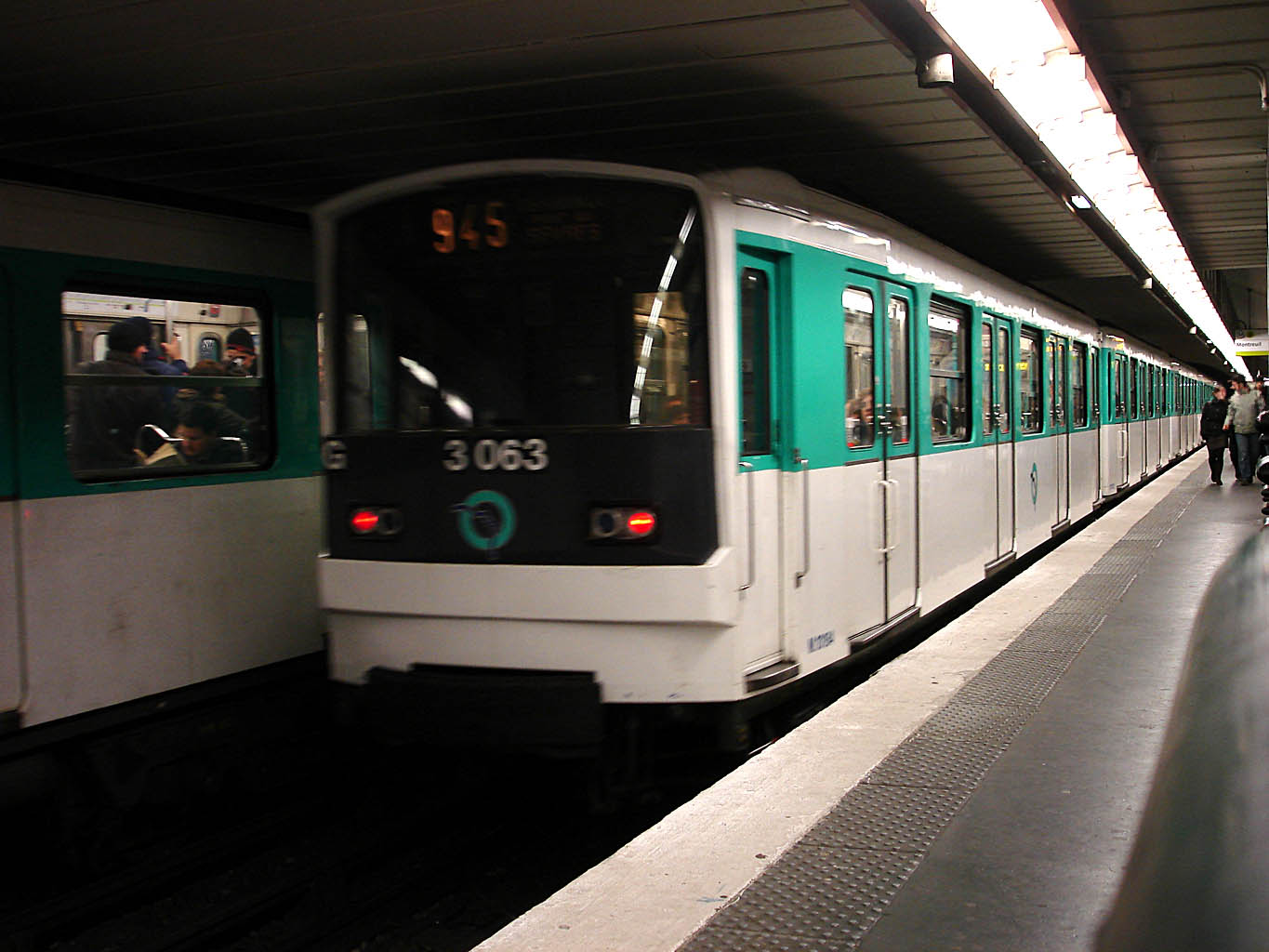